# Konrad Thumb von Neuburg
Konrad Thumb von Neuburg (* 1465 in Köngen; † 26. März 1525 in Tübingen) war ein Adliger aus dem Geschlecht der Thumb von Neuburg und erster Erbmarschall von Württemberg.

## Leben
Konrad war der zweitälteste Sohn von Hans Thumb dem Älteren, der um 1443 Hofmeister bei dem württembergischen Grafen Ulrich V. war. Konrad kam schon in jungen Jahren an den Hof Eberhards I., der ihn stark förderte und wo er eine im Umfeld der Gräfin Barbara Gonzaga tätige Margarete Megentzer heiratete. 1495 war er Burgvogt in Neuffen.
Nach dem Tod seines Förderers Eberhard I. im Jahre 1496 diente er bei dessen Nachfolger, Eberhard II., als Rat. Im April 1498 kündigte er die Dienstpflicht auf und überbrachte im Auftrag der württembergischen Stände eine Beschwerde gegen ihn an den römisch-deutschen König Maximilian I., die mit zu Eberhards Absetzung führte.
Zum Beginn der Regentschaft des noch minderjährigen Herzogs Ulrich diente Konrad diesem zuerst als „Kammermeister“. 1503 wurde Konrad zum kaiserlichen Rat ernannt und erhielt von Herzog Ulrich die Vogtei Urach. Wegen seiner Verdienste im Landshuter Erbfolgekrieg 1504/05 schuf Ulrich im Jahr 1507 für ihn das Erbmarschallenamt, das mit der Herrschaft auf Burg Stettenfels mit dem Dorf Gruppenbach verknüpft war. Maximilian I. bestätigte die Herrschaft Stettenfels und das Erbmarschallenamt am 5. August 1507. Im selben Jahr erwarb Konrad auch das Dorf Stetten im Remstal. Herzog Ulrich schenkte ihm 1505 das Marschallenhaus (auch Thumbenhaus genannt) vor dem Tuntzenhofer Tor in Stuttgart, an dessen Stelle 1846 das Kronprinzenpalais entstand und sich heute das Kunstmuseum Stuttgart befindet.
Am 28. Juni 1514 erschien Konrad zusammen mit Ulrich beim Tübinger Landtag, bei dem sich der Herzog durch den Tübinger Vertrag die Unterstützung der so genannten Ehrbarkeit (Patriziat) bei der Niederschlagung des Bauernaufstands des Armen Konrad sicherte.
Konrads um 1490 geborene Tochter Ursula heiratete Ulrichs Stallmeister Hans von Hutten. 1515 wurde Hutten von Herzog Ulrich, dem heimlichen Geliebten Ursulas, ermordet. Trotz des Mordes am Schwiegersohn blieb Konrad Thumb weiter in Ulrichs Diensten. Im Vorfeld der Acht gegen Herzog Ulrich inhaftierte dieser, angestachelt durch Kanzler Ambrosius Volland, Konrad Thumb zeitweilig in der Türnitz-Turmstube des Stuttgarter Schlosses. Konrad kam erst beim Vorrücken des Schwäbischen Bundes wieder frei, um jedoch selbst vor dem Schwäbischen Bund auf die Insel Mainau zu flüchten. Unter seinem Neffen Hans Thumb zerstörte der schwäbische Bund den Familienstammsitz der Thumb in Köngen. Ludwig von Hutten und Georg Truchsess von Waldburg-Zeil zerstörten Konrads Besitz Stetten.
Nachdem Konrad Thumb seinen Frieden mit dem Schwäbischen Bund gemacht hatte und Herzog Ulrich außer Landes vertrieben war, kam Konrad Thumb nach 1520 wieder als Rat in die württembergische Regierung. Dort kam er in Konflikt mit Ulrichs Frau Sabina von Bayern, die Ansprüche auf Stettenfels erhob und Anstrengungen unternahm, auch Konrad und seine Tochter Ursula außer Landes zu sehen. Mit Unterstützung durch Wilhelm von Waldburg gelang es Konrad, die Herrschaft Stettenfels zu behalten. 1522 wurde er auch Rat des Pfalzgrafen Ludwig V. Seine letzten Lebensjahre scheinen von finanziellen Problemen beherrscht gewesen zu sein, da er mehrfach von der Stadt Heilbronn zur Rückzahlung von Schulden angemahnt wurde.
Konrad Thumb von Neuburg starb am 26. März 1525 in Tübingen. Er wurde in der Thumbschen Familiengruft in Köngen beigesetzt. Ins Amt als Erbmarschall folgte ihm sein Sohn Hans Konrad Thumb von Neuburg.